# Nikolaj Nørlund
Nikolaj Nørlund (født 14. juni 1965) er en dansk musiker. Han har tidligere været medlem af gruppen Trains And Boats And Planes og er stadig aktiv i gruppen The Rhonda Harris ved siden af sin solokarriere. Debuterede solo i 1996 med pladen Navnløs, der var en række fortolkninger af Michael Strunges digte. Han er i dag ejer af pladeselskabet Auditorium, ligesom han også fungerer som producer på andre kunstneres plader, heriblandt Superjeg og Jens Unmack.
Han har været nomineret til Årets danske album ved Danish Music Awards i både 1997 og 1998 for hhv. Navnløs Nye optagelser.
I 2003 vandt han en Danish Music Awards som årets producer og i 2006 en Steppeulv også som årets producer. Nørlund modtog i 2012 Niels Matthiasens kulturpris "Kultur-Niels".
Nikolaj Nørlund er søn af Niels Nørlund og bror til Laurs Nørlund.

## Diskografi
- | Trains and Boats and Planes - Hum (minialbum) (1991) - Engulfed (1992) - Minimal Star (1993) Rhonda Harris - Rhonda Harris (1995) - The Trouble With Rhonda Harris (2001) - Under The Satellite (2003) - Tell The World We Tried – The Songs of Townes Van Zandt (2006) - Here's The Rhonda Harris (2008) Holmgreen/Aidt/Nørlund - Odysseus (2000) Aidt/Nørlund - Housewarming (2019) Solo - Navnløs (1996) - Nye Optagelser (1997) - Hvad Er Det Der Sker? (2000) - Tændstik (2003) - Resumé – Opsamling (2007) - Tid Og Sted (2009) - Plan A – ep (2010) - Kom Med Et Bud – ep (2011) - Alt Sammen, Lige Nu (2012) - Det Naturlige (2014) - ViLLA (2016) - Skamskudte fugle (2017) - Verdens Eneste Mulighed (2020) - Hverdag i Paradis (2021) - Alle Søstrene (2023) | (Kunstner: Udgivelse) - Port Friendly: Welcome to Port Friendly (1996) - Pacific Engine: Pacific Engine (1996) - Superjeg: Alt Er Ego (2002) - Niels Skousen: Dobbeltsyn (2002) - Lise Westzynthius: Heavy Dream (2002) - Superjeg: Øst/Vest (2003) - Martin Ryum: Uden garanti (2004) - Diverse Artister: På Danske Læber, 16 Leonard Cohen-sange på dansk (2004) - Diverse Artister: Andersens Drømme (2005) - Jens Unmack: Vejen hjem fra rocknroll (2005) - Olesen-Olesen: Solsort og Forstærker (2005) - I Got You On Tape: I Got You On Tape (2006) - Niels Skousen: Daddy Longleg (2006) - Jens Unmack: Aftenland Express (2007) - 1 2 3 4: In Your Faith (2007) - Ulla Henningsen: Skønne Spildte Dage (2007) - Henrik Olesen: Kain og Abel (2007) - Michael Møller: Every Streetcar Has Got A Name (2007) - Unmack/Nørlund: Hvid Nat (2007) - Here's The Rhonda Harris (2008) - Niels Skousen: Nu Er Drømmen Forbi – Live Skousen (2008) - Mellemblond: Ude Af Mine Hænder (2009) - Lampshade: Stop, Pause, Play (2009) - Jens Unmack: Dagene Løber Som Heste (2009) - Steffen Brandt: Baby Blue (2009) - Niels Skousen: Lyt Til Din Coach (2010) - Ulige numre: Ulige Numre (2011) - The Great Dictators: When I Walz (mix only) 2012 - Santiago: ep (2012) - Atomfax: ep (2012) - Spillemændene: ep (2012) - Maskinvåd: Giftige Slanger (2012) - Dangers Of The Sea: Album (mix only) (2013) - Ulige Numre: Nu til dags (2013) - Martin Ryum: Findes (2014) - Niels Skousen: Smil eller dø (2014) - Off Piste Gurus: In Case Of Fire (2015) |